# Província d'Osca
La província d'Osca (Huesca en castellà, Uesca en aragonès) és una província del nord d'Espanya, en la part nord de l'Aragó. Limita amb les províncies de Lleida, Saragossa, i Navarra, i amb França.
La seva superfície és de 15 626 km². La seva població és 228 566 habitants (INE 2010), i la seva densitat de població és de 14,62/km². Està conformada per 202 municipis.
Els deu municipis més poblats (INE 2007) són:
| Escut              | Nom                | Població  |
| ------------------ | ------------------ | --------- |
| Osca               | Osca               | 49 819 h. |
| Montsó             | Montsó             | 16 217 h. |
| Barbastre          | Barbastre          | 16 025 h. |
| Fraga              | Fraga              | 13 592 h. |
| Jaca               | Jaca               | 12 759 h. |
| Sabiñánigo         | Samianigo          | 9 673 h.  |
| Binèfar            | Binèfar            | 9048 h.   |
| Sariñena           | Sarinyena          | 4206 h.   |
| Tamarit de Llitera | Tamarit de Llitera | 3703 h.   |
| Graus              | Graus              | 3472 h.   |

La seva capital és la ciutat d'Osca, on viu prop d'una cinquena part de la seva població.
En aquesta província es troba el Parc nacional d'Ordesa i Monte Perdido.

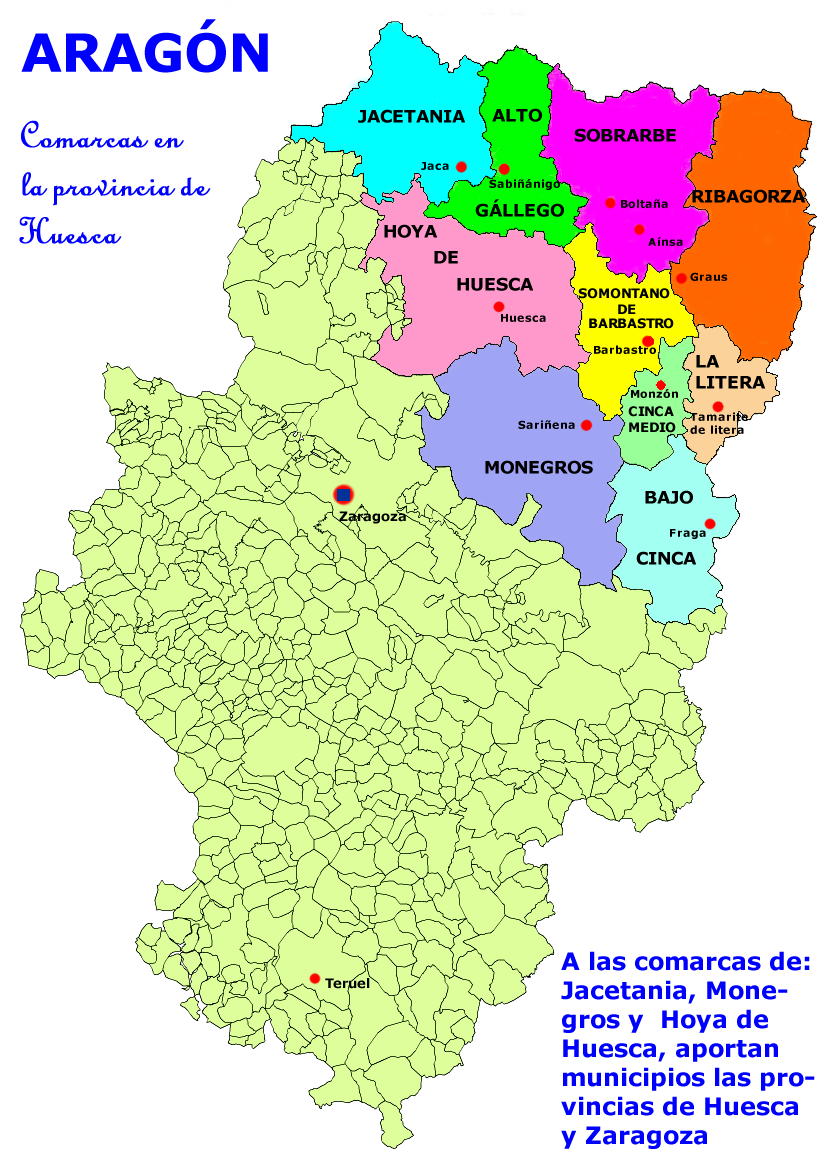
Comarques d'Osca

## Comarques
| Nom                    | Capital            | Província       |
| ---------------------- | ------------------ | --------------- |
| Alt Gàllego            | Samianigo          | Osca            |
| Baix Cinca             | Fraga              | Osca, Saragossa |
| Cinca Mitjà            | Montsó             | Osca            |
| Foia d'Osca            | Osca               | Osca, Saragossa |
| Jacetània              | Jaca               | Osca, Saragossa |
| Llitera                | Tamarit de Llitera | Osca            |
| Monegres               | Sarinyena          | Osca, Saragossa |
| Ribagorça              | Graus              | Osca            |
| Sobrarb                | l'Aïnsa i Boltanya | Osca            |
| Somontano de Barbastre | Barbastre          | Osca            |